# Melik
Melik [mélik] je priimek več znanih Slovencev:
- Anton Melik (1890–1966), geograf, univerzitetni profesor, akademik, oče V. Melika
- Ivan Melik - Gojmir (1922–2015), ročni stavec, tiskar, partizan, prvoborec
- Janez Melik (*1964), strojni inženir, začetnik slovenske Wikipedije, najmlajši sin I. Melika - Gojmirja
- Jelka Melik (*1951), pravnica, pravna zgodovinarka, univ. profesorica, arhivistka, hči V. Melika
- Marica Melik (1926–1946), interniranka, mlajša sestra I. Melika - Gojmirja
- Jože Melik (1933–2015)?, zvonar
- Vasilij Melik (1921–2009), zgodovinar, univerzitetni profesor, akademik, sin A. Melika
- Živa Melik (*1955), zdravnica (medicinka), profesorica MF, hči V. Melika